# Dyscia ilivolans
Dyscia ilivolans là một loài bướm đêm trong họ Geometridae.